# Tasmanian International 1994
Il Tasmanian International 1994 è stato un torneo di tennis giocato sul cemento. È stata la 1ª edizione del torneo, che fa parte della categoria Tier IV nell'ambito del WTA Tour 1994. Si è giocato all'Hobart International Tennis Centre di Hobart in Australia,dal 10 al 15 gennaio 1994.

## Campionesse

### Singolare
Mana Endō ha battuto in finale  Rachel McQuillan con il punteggio di 6–1, 6–7, 6–4

### Doppio
Linda Harvey-Wild /  Chanda Rubin hanno battuto in finale  Jenny Byrne /  Rachel McQuillan con il punteggio di 7–5, 4–6, 7–6